# イミダゾロンプロピオナーゼ
イミダゾロンプロピオナーゼ（Imidazolonepropionase、EC 3.5.2.7）は、以下の反応を触媒する酵素である。
(S)-3-(5-オキソ-4,5-ジヒドロ-3H-イミダゾール-4-イル)プロパン酸+ H2O {\displaystyle \rightleftharpoons } N-ホルムイミドイル-L-グルタミン酸 + H+
この酵素は加水分解酵素の一つで、ペプチド結合以外の炭素-窒素結合、特に環状アミドに作用する。組織名は3-(5-オキソ-4,5-ジヒドロ-3H-イミダゾール-4-イル)プロパン酸アミドヒドロラーゼであるが、一般に4(5)-イミダゾロン-5(4)-プロピオン酸ヒドロラーゼとイミダゾロンプロピオン酸ヒドロラーゼが使われる。ヒスチジン代謝に関わる酵素の一つである。